# Kuta Bayu
Kuta Bayu is een bestuurslaag in het regentschap Deli Serdang van de provincie Noord-Sumatra, Indonesië. Kuta Bayu telt 254 inwoners (volkstelling 2010).